# Гербйорг Вассму
Гербйорг Марґрета Вассму (норв. Herbjørg Margretha Wassmo; нар. 6 грудня 1942, Мюре, Екснес, Вестеролен, Норвегія) — норвезька письменниця і поетеса.

## Життєпис
Гербйорг Вассму народилася 6 грудня 1942 року на півночі Норвегії, в регіоні Вестеролен, у невеликому містечку Мюре в Екснесе. Ще в дитинстві в початковій школі Вассму писала повні граматичних помилок, але дуже поетичні вірші, а також добре малювала. Отримавши професію вчительки, Гербйорг багато років пропрацювала в школі у Північній Норвегії, одночасно вивчаючи літературу і продовжуючи писати вірші та прозу. 1976 року опублікувала свою першу збірку ліричних віршів "Ляскання крил" (нор. Vingeslag), котра стала успішною.
У 1981 році відбувся дебют Гербйорг Вассму як письменниці-прозаїкині, коли був опублікований її перший роман "Будинок зі скляною верандою" (нор. "Huset med den blinde glassveranda"). До цього Вассму була практично невідома, тому, коли в тому ж році книга була удостоєна Премії Асоціації норвезьких критиків і номінована на престижну норвезьку Літературну премію Північної ради (так званий «скандинавський Нобель»), це стало значною подією в сучасній норвезькій літературі. Цього разу Літературна премія Північної ради не була вручена письменниці тільки тому, що за правилами присудження премії її лауреатом не може стати дебютант, але в 1987 році за роман «Небеса, що кровоточать» (норв. «Hudløs himmel») письменниця була нагороджена цією премією.
Після першого успішного роману Гербйорг Вассму остаточно полишила роботу в школі для того, щоб цілком присвятити себе письменницькій діяльності. Одними з головних тем у творчості Вассму стають проблеми жінок в суспільстві, а також сучасна реальність Північної Норвегії. Це було помітно вже в перших двох поетичних збірках Вассму, деякі вірші яких були написані на місцевому діалекті.
Головними у творчості Гербйорг Вассму є дві трилогії: "Тора" й "Діна". Трилогія під загальною назвою «Тора», до якої входять романи «Будинок із закритою верандою» (1981), «Тиха кімната» (нор. Det stumme rommet) (1983) і «Небеса, що кровоточать» (1986) — це реалістичні романи про молоду дівчину з маленького рибальського села в Північній Норвегії, яка піддалася сексуальному насильству з боку вітчима, про спроби Тори подолати травматичний досвід дитинства. У трилогії письменниця також приділяє велику увагу реалістичності опису життя людей в невеликому північному норвезькому селі 50-х років XX століття.
У 1989-1997 роках Гербйорг Вассму написала трилогію під загальною назвою «Діна», до якої входять романи «Книга Діни» (1989); «Син щастя» (1992) і «Спадщина Карни» (1997). Дія цієї трилогії відбувається в 40-50-х роках XIX століття, починається в торговому місті Північної Норвегії, продовжуючись у столиці Данії Копенгагені і закінчується знову в Норвегії. Образ головної героїні Діни став як би антитезою Тори. Як і Тора, вона в дитинстві переживає трагедію: її необережні дії стають причиною загибелі матері. Це накладає трагічний відбиток на все подальше життя Діни. Але на відміну від Тори, Діна не справляє враження жертви: вона має сильний характер фатальної жінки. Вона самостійно веде бізнес, і, на перший погляд, її життя складається щасливо й успішно, проте Діна приречена на самотність і саморуйнування. Ця трилогія стала бестселером в Європі і Скандинавії. На основі першого роману в 2002 році був знятий фільм спільного виробництва країн Норвегії, Швеції, Данії, Німеччини та Франції під назвою англ. I Am Dina («Я — Діна»). Гербйорг Вассмустала однією з авторів сценарію кінофільму, а головні ролі у фільмі виконали такі відомі скандинавські та європейські актори театру і кіно, як Марія Бонневі, Пернілла Аугуст, Крістофер Екклстон, Жерар Депардьє. Фільм демонструвався у багатьох країнах (в тому числі й в Україні]) та вийшов на DVD.
Згодом Гербйорг Вассму написала романи «Сьома зустріч» (2001), «Втеча від Франка» (2003), в яких також порушує хвилюючі її проблеми жінок, вміло поєднуючи з реалістичним описом сучасної скандинавської дійсності.
У 2006 році Гербйорг Вассму написала один зі своїх найжорсткіших реалістичних романів «Склянка молока, будь ласка», в якому підіймається тема работоргівлі в XXI столітті і дається широка панорама життя сучасного Осло.
У 2009 році письменниця звернулася до біографії своєї родини й написала роман-сагу «Сто років» про трьох жінок, історії життя яких тісно взаємопов'язані з історією Півночі Норвегії: про Сару Сусанні — свою прабабусю, яка була моделлю ангела заалтарного образу собору Лофотенських островів, про Еліді — свою бабусю, щастям усього життя якої була безмежна любов до чоловіка, і про Йордіс — свою матір.
Гербйорг Вассму також працювала над радіопостановками, опублікувала документальний роман й ілюстровану книгу для дітей.
За свою творчу діяльність письменниця нагороджена численними престижними національними і закордонними нагородами, включаючи Командор Ордена Святого Олафа (2007), Премія Браги (Почесна премія, 2010), Кавалер французького Ордена мистецтв і літератури (2011). Книги Гербйорг Вассму здобули міжнародну популярність, перекладені кількома мовами світу і видаються великими накладами.Особливо творчість письменниці має великий успіх в Данії та Німеччині.

### Романи
1. 1981 — Будинок із закритою верандою (Будинок зі скляною верандою) (норв. Huset med den blinde glassveranda (перша книга трилогії «Тора») (Премія Асоціації норвезьких критиків, 1981)
2. 1983 — Тиха кімната (норв. Det stumme rommet) (друга книга трилогії «Тора»)
3. 1986 — Кровоточачі небеса (норв. Hudløs himmel (третя книга трилогії «Тора») (Літературна премія Північної Ради, 1987)
4. 1989 — Книга Діни (норв. Dinas bok (перша книга трилогії «Діна»)
5. 1992 — Син щастя (норв. Lykkens sønn (друга книга трилогії «Діна»)
6. 1997 — Спадщина Карни (норв. Karnas arv (третя книга трилогії «Діна»)
7. 2001 — Сьома зустріч (норв. Det sjuende møte )
8. 2003 — Втеча від Франка (норв. Flukten fra Frank )
9. 2006 — Стакан молока, будь ласка (норв. Et glass melk takk)
10. 2009 — Сто років (норв. Hundre år )

### Поезія
1. 1976 — Ляскання крил (норв. Vingeslag (збірка віршів)
2. 1977 — норв. Flotid (збірка віршів)
3. 1991 — Маленькі зелені зображення в великій синій рамі (норв. Lite grønt bilde i stor blå ramme (збірка віршів)

### Різне
1. 1983 — Зимовий червень (норв. Juni-vinter (радіопостановка)
2. 1984 — Шлях (Так тримати) (норв. Veien å gå (документальний роман)
3. 1985 — норв. Mellomlanding (радіопостановка)
4. 1995 — Соло: чотири історії (норв. Reiser : fire fortellinger (розповіді)
5. 1996 — норв. Hemmelig torsdag i treet (ілюстрована книга для дітей)

## Нагороди
1. 1981 — Премія Асоціації норвезьких критиків (за роман «Будинок із закритою верандою» («Будинок зі скляною верандою»))
2. 1983 — Премія книготоргівлі (за роман «Тиха кімната»)
3. 1986 — Премія Nordland fylkes kulturpris
4. 1987 — Літературна премія Північної Ради (за роман «Кровоточачі небеса»)
5. 1991 — Премія Гільдендаль
6. 1997 — Премія Amalie Skram-prisen
7. 1998 — Приз імені Жана Монне (Франція)
8. 2004 — Приз Eeva Joenpelto-prisen (Фінляндія)
9. 2006 — Нагорода Havmannprisen (за роман «Склянка молока, будь ласка»)
10. 2007 — Командор Ордена Святого Олафа
11. 2010 — Премія Браги (Почесна премія)
12. 2011 — Кавалер Ордена Мистецтв і літератури (Франція)